# Pazifische Taifunsaison 2007
Die Pazifische Taifunsaison 2007 dauerte vom 1. Januar bis 31. Dezember 2007, obwohl sich die meisten Zyklone im nordwestlichen Pazifischen Ozean zwischen Mai und November bilden.
Tropische Stürme, die sich auf der Nordhalbkugel im Pazifischen Ozean westlich der Datumsgrenze bildeten, nennt man Taifune. Die sich 2007 im Pazifischen Ozean östlich der Datumsgrenze und nördlich des Äquators gebildeten Hurrikane sind Gegenstand der Pazifischen Hurrikansaison 2007. Tropische Stürme, die sich im Bereich des westlichen Pazifischen Ozeanes bilden, werden durch die Japan Meteorological Agency (JMA) mit einem Namen versehen. Tropische Tiefdruckgebiete in diesem Becken erhalten das Suffix „W“ zu der laufenden Nummerierung durch das Joint Typhoon Warning Center. Tropische Systeme, die sich im Verantwortungsbereich der Philippinen bilden oder in diesen hineinwandern, erhalten einen Namen durch die Philippine Atmospheric, Geophysical and Astronomical Services Administration (PAGASA). Dies kann dazu führen, dass Stürme zwei verschiedene Namen haben.

## Saisonprognosen
Seit der Taifunsaison 2000 veröffentlicht das Institut für atmosphärische Forschungen an der City University of Hong Kong Vorhersagen über die zu erwartende Zahl tropischer ¨Tiefdruckgebiete, benannter Stürme und Taifun in einer Saison. Die Prognosen werden im April und Juni bekannt gegeben.
Demnach wurde im April 2007 ein leicht unterdurchschnittlicher Saisonverlauf prognostiziert. Eine durchschnittliche Saison hat nach den Angaben der Universität 31 tropische System, davon werden 27 Stürme durch die JMA benannt und 17 davon werden zu Taifunen. Die April-Prognose ging von 28 Systemen insgesamt, 25 benannten Stürmen und 14 Taifunen aus. In der Aktualisierung vom Juni 2007 wurden die Werte korrigiert: 27 tropische Systeme, 24 benannte Stürme und 14 Taifun.

## Saisonverlauf
Von der Anzahl der Stürme her war der Saisonverlauf 2007 durchschnittlich; sie war dennoch ungewöhnlich, weil die Zahl der Opfer mit 160 getöteten Personen und die Gesamtsumme der Sachschäden mit 1,6 Milliarden US-Dollar relativ niedrig war. 2007 bildete sich nur ein Taifun der höchsten Kategorie, was – allerdings mit mehreren weiteren Jahren – die niedrigste Zahl seit 1950 ist, als sich gar kein Sturm dieser Intensität bildete.

## Stürme
Die Windgeschwindigkeiten, die durch das Joint Typhoon Warning Center (JTWC) und die JMA ermittelt werden, weichen für die folgenden Stürme oft voneinander ab, da das JTWC bei der Messung der anhaltenden Winde das in den Vereinigten Staaten übliche Kriterium eines einminütigen Mittelwertes anwendet, während durch die JMA der Mittelwert aus einer zehnminütigen Beobachtungsreihe verwendet wird. Dieser führt im Allgemeinen zu einer niedrigeren Windgeschwindigkeit. In Windbeschreibungen des JTWC erscheint deswegen ein und derselbe Sturm im Vergleich zur Beurteilung durch die JMA stärker.

### Taifun Kong-rey
Am 26. März identifizierte das Joint Typhoon Warning Center ein ausgedehntes Tiefdruckgebiet im westlichen Nordpazifik. Es wanderte in westnordwestlicher Richtung und gewann in den darauffolgenden paar Tagen langsam an Organisation. Durch die Japan Meteorological Agency (JMA) wurde das Tief am 30. März als tropisches Tiefdruckgebiet klassifiziert. Am nächsten Tag gab das Joint Typhoon Warning Center (JTWC) einen Tropical Cyclone Formation Alert aus, da sich die Zirkulation des Systems in Nähe der Wasseroberfläche stark verbessert hatte. Die ersten Warnungen gab das JTWC zum Tropischen Tiefdruckgebiet 01W am späten Abend (Ortszeit) aus. Als sich das Tief weiter verstärkte, stufte es das JTWC zum ersten tropischen Sturm der Saison. Die JMA folgte umgehend und vergab den Namen Kong-rey. Dieser Name wurde von Kambodscha vorgeschlagen und bezieht sich auf eine Figur in einer Sage der Khmer und ist auch der Name eines Berges.
Kong-rey fuhr fort, sich besser zu organisieren und intensivierte sich am nächsten Morgen (Ortszeit) zu einem schweren tropischen Sturm. Das JTWC stufte den Sturm am 2. April zu einem Taifun hoch. Nachdem das System eine etwas mehr polwärts gerichtete Bahn zu den nördlichen Marianen einschlug, gab der National Weather Service in Guam bekannt, dass auf der Insel keine Schaden verursachenden Winde zu erwarten seien. Andernorts auf den Marianen wurden in Erwartung des Taifuns Vorsorgemaßnahmen ergriffen und Flüge gestrichen. Kong-rey zog am 3. April frühmorgens über die Inseln hinweg. Durch die JMA wurde Kong-rey zu einem Taifun aufgestuft, als das System am Nachmittag ein Auge bildete. Der Taifun verstärkte sich geringfügig, bevor er auf Windscherungen und eine kühlere Oberflächenwassertemperatur traf und deswegen am 4. April zu einem schweren tropischen Sturm zurückgestuft wurde. Als Kong-rey seine Vorwärtsgeschwindigkeit nach Nordosten steigerte, begann die Umwandlung in ein außertropisches System und am Morgen des 5. Aprils gab das JTWC seine letzte Warnung aus. Die JMA verkündete ihre letzte Warnung am Morgen des 6. Aprils, nachdem der Sturm vollständig außertropisch geworden war. Der Sturm verursachte weder Personenschäden noch wesentliche Sachschäden.

### Taifun Yutu (Amang)
Am 17. Mai führte eine erkennbar besser werdende Organisierung in einer tropischen Störung südsüdöstlich von Guam zu Dvorak-Berechnungen durch die Air Force Weather Agency, die einer Windgeschwindigkeit von 45 Knoten entsprachen. Einige Stunden später klassifizierte die Japan Meteorological Agency das System als ein tropisches Tiefdruckgebiet und durch das JTWC wurde ein TCFA ausgelöst. Am darauffolgenden Tag begann die JMA, vollwertige Wetterwarnungen zu dem System zu erstellen. Das System entwickelte sich langsam und bewirkte die Ausgabe eines zweiten TCFA, in welchem das JTWC „ein zunehmend besser-definiertes Zirkulationszentrum in niedriger Höhe“ feststellte. Das JTWC erklärte das System aufgrund von Intensitätsschätzungen anhand von Satellitenauswertungen und QuikSCAT um 12:00 Uhr UTC zum Tropischen Tiefdruckgebiet 02W.
Als sich das System weiter intensivierte, wurde das System 02W am 17. Mai durch die JMA zum Tropischen Sturm Yutu aufgestuft. Der Name Yutu wurde von China vorgeschlagen und bezieht sich auf einen Hasen in einer chinesischen Fabel. Das JTWC folgte drei Stunden später mit der Aufstufung zum Tropischen Sturm 02W, als das Zentrum schnell nach Westen auf die Yap-Inseln zuzog. warnungen vor einem tropischen Sturm wurden für den größten Teil Mikronesiens ausgelöst, diese wurden aber später widerrufen, nachdem Yutu schnell vorübergezogen war.
Yutu nahm dann eine Wendung nach Nordwesten und trat am 18. Mai in das Verantwortungsgebiet von PAGASA ein, als das System die Stärke eines schweren tropischen Sturmes erreichte. Pagasa teilte den Namen Amang zu. Später an diesem Tag wertete das JTWC Yutu zu einem Taifun auf, nachdem ein Auge ausgemacht worden war und durch die JMA wurde dieser Schritt um 18:00 Uhr UTC vollzogen, nachdem Yutu die Intensivierung fortsetzte. Der Taifun drehte nun in Richtung Iwojima und begann eine rapide Intensivierung mit „erweiterter polwärts gerichteter Ausströmung und leichten vertikalen Scherwinden“. Yutu erreichte den Höhepunkt am Abend des 20. Mai mit einer Intensität, die äquivalent zu einem starken Kategorie-4-Hurrikan war und knapp unterhalb der Aufstufung zu einem Supertaifun blieb.
Trotzdem Yutu über kühleres Wasser wanderte, behielt er auch dank seiner stark polwärts gerichteten Ausströmung eine hohe Intensität und das Auge hatte am Morgen des 21. Mai einen Durchmesser von 20 Seemeilen (etwa 37 km). Yutu begann dann, sich bei der Überquerung von Okinotorishima stufenweise abzuschwächen und drehte bei Erreichen von Iwojima im Tagesverlauf nach Nordosten ab. Die Spitzenwindgeschwindigkeiten auf Iwojima wurden gegen 15:00 Uhr UTC mit 66 Knoten (122 km/h) gemessen und einige dauerhafte Böen erreichten bis zu 104 Knoten (193 km/h). Der minimale Luftdruck im Zentrum des Sturmes wurde mit 976 hPa aufgezeichnet. Anschließend begann der Übergang zu einer außertropischen Zyklone und das JTWC gab am Morgen des 22. Mai seine letzte Warnung zu Yutu aus. Durch die JMA wurde deren letzte Warnung einen Tag später veröffentlicht, als die Umwandlung in ein außertropisches System abgeschlossen war.

### Tropischer Sturm Toraji
Ein Gebiet mit einer Wetterstörung bildete sich am 2. Juli im Südchinesischen Meer und konsolidierte sich stufenweise über die nächsten beiden Tage hinweg, als es west-nordwestwärts zog. Ein Tropical Cyclone Formation Alert wurde durch das Joint Typhoon Warning Center am Morgen des 4. Juli ausgegeben und etwas später an dem Tag wurde die Störung direkt zu einem tropischen Sturm klassifiziert, als es sich etwa südöstlich von Hainan befand. Der Landfall auf der Insel ereignete sich kurz darauf. Nach chinesischen Angaben hatte sich am Morgen des 4. Juli ein tropisches Tiefdruckgebiet gebildet, dessen Landfall auf der Insel am selben Nachmittag mit maximalen andauernden Winden bei 15 m/s (55 km/h) erfolgte. und dessen Luftdruck auf 988 hPa abgefallen war, das zwei Tage später erneut über die Insel hinwegzog. Als Reaktion auf den Sturm wurden in Guangxi mehr als 147.000 Personen evakuiert.
Die Japan Meteorological Agency setzte das Tiefdruckgebiet am Morgen des 5. Juli zum Tropischen Sturm Toraji hoch, als dieser sich im Golf von Tonkin befand. Der Name Toraji wurde durch Nordkorea beigetragen und bezieht sich auf die Ballonblume, eine Zierpflanze.
Über dem Golf von Tonkin intensivierte sich das System nicht wesentlich. Durch die JMA wurde der niedrigste Luftdruck des Systems mit 994 hPa festgestellt und der Sturm als minimaler tropischer Sturm aufgezeichnet. Nach dem Landfall in Vietnam gegen 12:00 Uhr UTC gab das JTWC seine letzte Warnung zu Toraji aus, und die JMA folgte damit eine kurze Zeit später.

### Taifun Man-yi (Bebeng)
Das Naval Research Laboratory begann am 4. Juli, die Bahn einer Wetterstörung knapp nördlich des Äquators zu verfolgen. Das Zentrum der Zirkulation und die umgebende Konvektion begannen Form anzunehmen, obwohl sich das System im Grenzbereich zu einer Hochdruckzone befand und moderate vertikale Windscherung vorlag. Der Luftdruck fiel um weniger als 0,5 hPa, während das System am 6. Juli westwärts zog. Am Morgen des 7. Juli führte die Japan Meteorological Agency (JMA) das System als ein schwaches tropisches Tiefdruckgebiet, und einige Stunden später gab das Joint Typhoon Warning Centre einen Tropical Cyclone Formation Alert aus, als das Tief sich konsolidierte und eine Bandstruktur ausbildete und gleichzeitig die Bedingungen in der Höhe für eine Entwicklung des Systems vorteilhafter wurden.

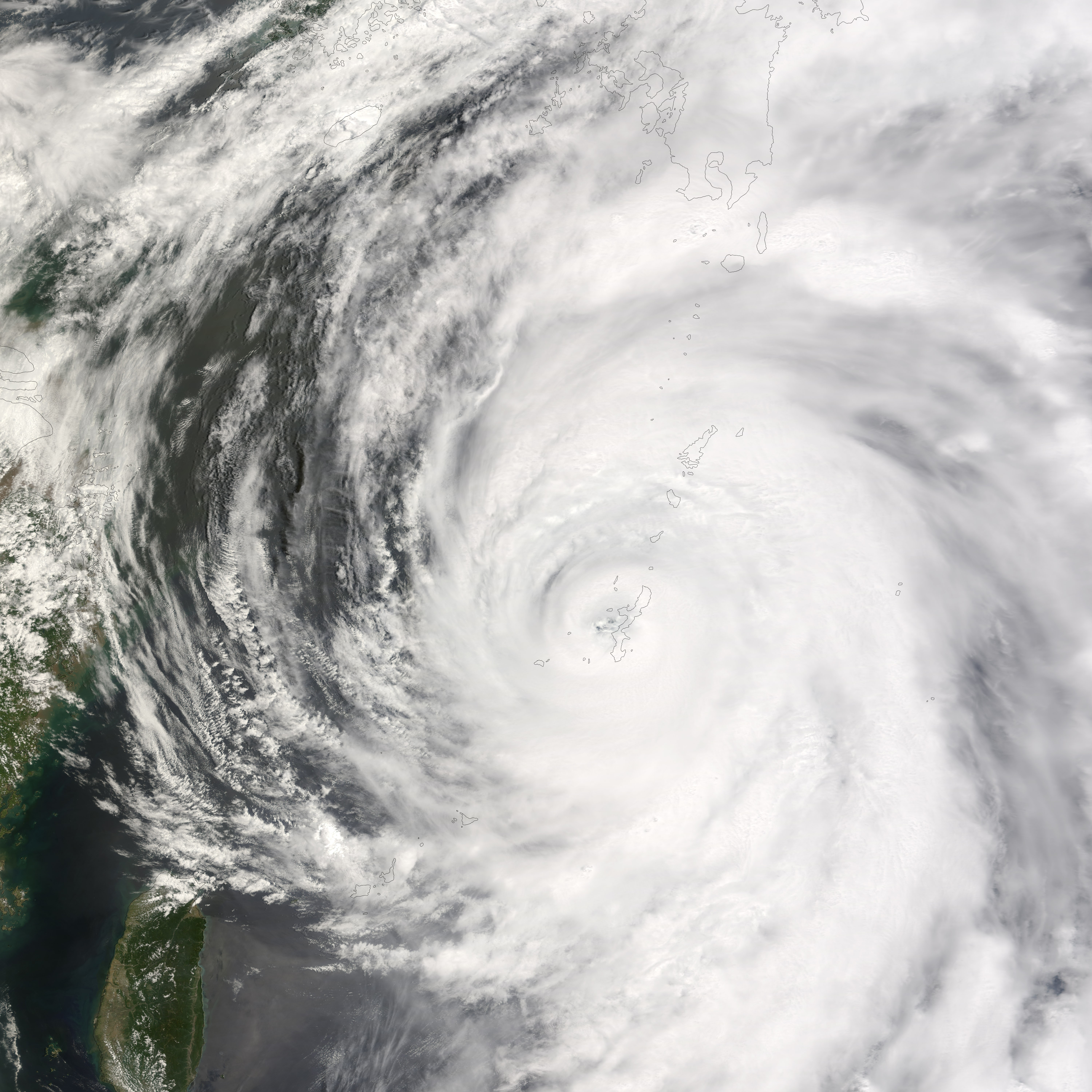
Taifun Man-yi über Okinawa

Das JTWC gab seine erste Warnung vor dem Tropischen Tiefdruckgebiet 04W etwas später an dem Tag aus und prognostizierte eine weitere Intensivierung, da eine schwache bis moderate Windscherung und schwach polwärts gerichteter Ausströmung im Gleichgewicht mit den Auswirkungen der Wärme des Ozeans stand. Die JMA begann mit der Ausgabe vollwertiger Wetterwarnungen zum selben Zeitpunkt. Da sich das Tiefdruckgebiet besser formierte, wurde es in der folgenden Nacht durch das JTWC zu einem tropischen Sturm hochgestuft. Die JMA folgte diesem Schritt schließlich etwas später und nannte das System Man-yi. Der Name „Man-yi“ wurde von Hongkong eingereicht und ist der chinesische Name einer Meerenge, die zu einem Stausee zur Speicherung von Trinkwasser umgebaut wurde (dem High Island Reservoir). Man-yi fuhr fort, sich zu organisieren und wurde am 9. Juli zu einem schweren tropischen Sturm, der Elektrizitätsleitungen niederriss und damit auf Guam weitverbreitete Stromausfälle verursachte. Warnungen vor einem tropischen Sturm und Taifunbereitschaft wurde für den größten Teil des mikronesischen Bundesstaates Yap erklärt. Durch den vom Taifun hervorgerufenen starken Wellengang kenterte 600 km nordwestlich von Guam ein Schiff, wodurch drei Besatzungsmitglieder getötet und sechs vermisst gingen.
Am Nachmittag des 10. Juli stufte das JTWC den Sturm aufgrund von Intensitätsschätzungen mittels Dvorak-Technik durch die JMA, aber auch des JTWC, zum Taifun hoch. In der Frühe des nächsten Tages erreichte der Taifun das Verantwortungsgebiet der philippinischen Wetterbeobachtungsbehörde und wurde durch PAGASA mit dem Namen Bebeng versehen. Zum selben Zeitpunkt erfolgte die Aufstufung von Man-yi zu einem Taifun durch die JMA.
Nachdem Man-yi über wärmeres Wasser gelangte, begann ein rapider Druckabfall, spät am 11. Juli und früh am 12. Juli, als der Taifun auf Okinawa in Japan zuhielt. Man-yi wurde zweimal zu einem Supertaifun hochgestuft, als er während des nächsten Tages durch die Präfektur zog. Der Durchzug verursachte 37 Verletzte und ausgedehnte Stromausfälle in Okinawa. Nach kurzer Zeit über Land in der Präfektur Kagoshima auf Kyūshū in der Frühe des nächsten Tages wendete sich Man-yi ostwärts. Nach weiteren kurzen Landberührungen in der Präfektur Kōchi auf Shikoku und in der Präfektur Wakayama auf Honshū führte der Einfluss des Landes und die beginnende Umwandlung in einen außertropischen Sturm zur Abschwächung des Taifuns, der durch das JTWC zu einem tropischen Sturm und durch die JMA zu einem schweren tropischen Sturm zurückgestuft wurde. Man-yi wurde am 15. Juli außertropisch und das JTWC gab seine letzte Warnung zu dem System aus. Die japanische Wetterbehörde veröffentlichte ihre letzte Warnung zwei Tage später.

### Taifun Usagi
Am 26. Juli identifizierte das Joint Typhoon Warning Center eine Wetterstörung östlich der Marianen. Das Gebiet bewegte sich westwärts und organisierte sich besser, sodass am 27. Juli durch das Joint Typhoon Warning Center ein Tropical Cyclone Formation Alert ausgegeben wurde. Die Japan Meteorological Agency klassifizierte das System an diesem Tag als tropisches Tiefdruckgebiet. Am nächsten Tag nahm die JMA die Ausgabe von Sturmwarnungen auf und das JTWC folgte diesem Schritt und wies dem System die Bezeichnung Tropisches Tiefdruckgebiet 05W zu.
Das System verstärkte sich rasch, als es den Marianen näher kam und das JTWC stufte es sechs Stunden später zu einem tropischen Sturm auf. Durch die JMA wurde das System in der Frühe des 29. Juli zum Tropischen Sturm Usagi aufgestuft. Der Name Usagi wurde von Japan eingereicht und bedeutet in der japanischen Sprache „Kaninchen“. Der National Weather Service in Guam gab Sturmwarnungen für Pagan und Agrihan in den nördlichen Marianens aus, kurz nachdem das System hochgestuft wurde.
Usagi zog am 29. Juli zwischen Pagan und Agrihan hindurch und begann mit einer raschen Intensivierung. Das JTWC setzte den Sturm im Laufe des Tages auf einen Taifun hoch und berief sich auf Auswertungen durch Dvorak-Technik, mit welcher die Windgeschwindigkeit auf 65 Knoten geschätzt wurde, sowie auf das Entstehen eines Auges. Das System wendete sich in nordwestlicher Richtung und in der Frühe des 30. Juli stufte die JMA das System zu einem schweren tropischen Sturm und dann am 31. Juli bei der Passage südlich von Iwojima zu einem Taifun hoch. Usagi wanderte in nordwestlicher Richtung und erlangte über wärmerem Wasser am 1. August seinen Höhepunkt, bevor er aufgrund geringer Wasseroberflächentemperatur und stärker werdender Windscherung bei der Annäherung an Kyūshū schwächer wurde. Beim Landfall am 2. August in der Nähe von Nobeoka, Präfektur Miyazaki war Usagi ein sich rapide abschwächender Taifun, der kurz darauf zu einem schweren tropischen Sturm zurückgestuft wurde. Als das System Kyūshū und Honshū überquerte, setzte sich diese Abschwächung fort und die JMA erklärte Usagi zu einem tropischen Sturm.
Durch das JTWC wurde das System spät am 2. August zum tropischen Sturm heruntergestuft und am 3. August die letzte Warnung zu Usagi ausgegeben, als die Umwandlung in ein außertropisches System begann. Nach weiteren Landkontakten in der Präfektur Aomori im Norden Honshūs wurde das System vollständig außertropisch und die JMA hörte am 4. August auf, weitere Warnungen auszugeben. Usagi war auf Kyūshū für 18 Verletzte verantwortlich.

### Taifun Pabuk (Chedeng)
Über Chuuk bildete sich in der Frühe des 31. Julis eine tropische Störung, die während der folgenden Tage in westnordwestlicher Richtung zog, ohne dass sich das System wesentlich besser organisierte. Am 4. August begann jedoch die Konvektion sich rasch zu verbessern und die Japan Meteorological Agency in Tokio begann mit der Beobachtung eines tropischen Tiefdruckgebietes. Das System intensivierte sich weiter und durch das Joint Typhoon Warning Center in Honolulu wurde am Morgen des 5. Augusts ein Tropical Cyclone Formation Alert ausgegeben, da die Umgebung des Tiefs äußerst günstig für die weitere Entwicklung war. Die Japan Meteorological Agency stufte das Tief kurze Zeit später zum Tropischen Sturm Pabuk auf. Der Name Pabuk wurde durch Laos eingereicht und bezieht sich auf eine große Süßwasserfischart im Mekong. Die JTWC wies dem Sturm die Bezeichnung 07W zu und am 5. August benannte PAGASA das System mit dem philippinischen Namen Chedeng. Pabuk zog weiter nordwestwärts und formte sich besser, nachdem das System langsam eine Ausströmung aufbaute. Die japanische Wetterbehörde setzte das System am 6. August auf die Stufe eines schweren tropischen Sturmes herauf. Als sich Pabuk westwärts Taiwan näherte, trennte sich ein Teil des Konvektionsgebietes ab und bildete eine eigenständige Zirkulation in Nähe der Wasseroberfläche. Pabuks Ausströmung in der Höhe behinderte jedoch dieses neue Konvektionsgebiet. Nach einer leichten Intensivierung wurde Pabuk am Morgen des 7. Augusts zum Taifun hochgestuft. Durch Honolulu wurde die Intensität von Pabuk später auf einen tropischen Sturm zurückgesetzt und Tokio stufte Pabuk kurz vor dem Landfall im Süden Taiwans gegen 16:30 Uhr UTC herunter. Nach den taiwanesischen Wetterradarbeobachtungen überquerte das Zentrum des Sturmes die Halbinsel Hengchun. Durch das JTWC wurde Pabuk noch einmal für drei Stunden zu einem Taifun hochgestuft, weil man beim Landfall ein kleines Auge ausgemacht hatte.
Nachdem Pabuk über Taiwan hinweggezogen war, nahm der Sturm Kurs auf Hongkong. Das Hong Kong Observatory und Macaus meteorologische Behörden signalisierten am 9. August beide Signal Nummer 3 für starken Wind, als das Tiefdrucksystem südlich an Hongkong vorüberzog. Durch die JMA wurde das System etwas später zum tropischen Tiefdruckgebiet zurückgestuft und die letzte Warnung zu dem System ausgegeben. Das tropische Tief drehte dann am 10. August zurück in ostnordöstlicher Richtung, was das Hong Kong Observatory veranlasste, das Signal Nummer 3 erneut aufzuziehen. Das Hong Kong Education Bureau schloss für den Tag alle Schulen. Um 14:30 Uhr HKT (6:30 UTC) wurde das Signal Nummer 8 ausgegeben, nachdem Pabuk näher an das Territorium herangekommen war. Dieser Schritt wurde in der folgenden Nacht zurückgenommen, als Pabuk eine weitere Richtungsänderung machte und westlich ins Landesinnere auf Guangdong Kurs nahm. In der Frühe des nächsten Morgens. dem 11. August, nahm Pabuk seinen nordöstlichen Kurs wieder auf und näherte sich erneut dem Flussdelta des Perlflusses, bevor es sich weiter abschwächte und das HKO alle Signale widerrief.
Auf den Philippinen wurden durch Pabuk mindestens 11 Personen getötet.

### Tropischer Sturm Wutip (Dodong)
Südlich des sich entwickelnden Tropischen Sturmes Pabuk bildete sich am 5. August eine Wetterstörung, auf die das Joint Typhoon Warning Center erstmals am 6. August hinwies. Die Japan Meteorological Agency klassifizierte das System in der folgenden Nacht als tropisches Tiefdruckgebiet. Obwohl das System immer noch mit Pabuk verbunden war und durch Windscherungen eines Antizyklons behindert wurde, der Pabuk in der Höhe überlagerte, gab das JTWC einen Tropical Cyclone Formation Alert aus. Nachdem Pabuk abzog, verstärkte sich das Tiefdruckgebiet und wurde von der JMA am Morgen des 8. Augusts zum Tropischen Sturm Wutip hochgestuft. Der Name Wutip wurde durch Macau vorgeschlagen und bedeutet „Schmetterling“. Der Sturm kämpfte mit dem Einfluss des Landes und konnte sich deswegen nicht erkennbar intensivieren. Er blieb schlecht organisiert und schwächte sich schnell ab. Die JMA veröffentlichte in der Frühe des 9. Augusts ihre letzte Warnung und stufte Wutip zu einem tropischen Tiefdruckgebiet zurück.
Durch Wutip wurden auf den Philippinen, dort Dodong genannt, drei Personen getötet und 17 weitere verletzt.

### Taifun Sepat (Egay)
Westlich der nördlichen Marianen bildete sich am 11. August eine Wetterstörung und in der Frühe des darauffolgenden Tages begann die JMA, Warnungen zu dem System zu erstellen und das JTWC in Honolulu wies dem System die Bezeichnung Tropisches Tiefdruckgebiet 09W zu. Zwölf Stunden später stufte Honolulu das Tief zu einem tropischen Sturm auf, nachdem mit Satellitenfotos und Dvorak-Technik gemachte Intensitätsschätzungen erfolgten und der Sturm eng gekrümmte Spiralbänder aufwies. Eine Hochdruckzone in der Höhe verminderte die Windscherung, die auf den Sturm wirkte. Das JTWC warnte vor einer rapiden Intensivierung. Durch die JMA wurde das Tief später am 12. August zum tropischen Sturm Sepat erklärt. Der Name Sepat wurde von Malaysia eingereicht und ist der Name eines Süßwasserfisches.
Bis zum Morgen des 13. Augusts war Sepat in das Verantwortungsgebiet von PAGASA gewandert und hatte den Namen Egay erhalten. Die JMA stufte Sepat kurz darauf zu einem schweren tropischen Sturm auf. Im Laufe der Nacht erfolgte die rapide Intensivierung Sepats wie erwartet und das JTWC stufte Sepat am nächsten Morgen zu einem Supertaifun hoch. Sepat verringerte seine Vorwärtsgeschwindigkeit und nahm eine Wendung von seiner westsüdwestlichen Richtung zu einem etwas mehr polwärts gerichteten Kurs. Sepat erreichte am Morgen des 16. Augusts mit 910 hPa seinen niedrigsten Luftdruck im Kern. Eine hohe Oberflächenwassertemperatur und eine stabil zum Äquator gerichtete Ausströmung halfen Sepat, seine Intensität zu halten, eine Neubildung des Auges ergab jedoch eine Abschwächung. Nach dem Landfall im Osten Taiwans zwischen Taitung und Hualien am Morgen des 18. Augusts gegen 5 Uhr Ortszeit (21:00 Uhr UTC am 17. August) schwächte sich Sepat zu einem minimalen Taifun ab. Nachdem Sepat die Insel überquert hatte und als minimaler Taifun wieder auf See gelangte, erfolgte in der Nacht eine Abschwächung zum schweren tropischen Sturm. Am Morgen nach dem zweiten Landfall auf dem Festland in der Volksrepublik China wurde Sepat zu einem tropischen Sturm zurückgestuft und nach einer weiteren Abschwächung im Landesinneren gab die JMA am Morgen des 20. Augusts ihre letzte Warnung für das System aus.
Die Monsunregenfälle, die Taifun Sepat mit sich brachte, paralysierten am 15. August den Verkehr im Großraum Manila. Schulen und Behörden wurden bis zum 17. August geschlossen.

### Taifun Fitow
Am 28. August nahm die Organisation einer Wetterstörung ostnordöstlich von Saipan zu, sodass das Joint Typhoon Warning Center am nächsten Morgen Warnungen vor dem Tropischen Tiefdruckgebiet 10W aufnahm und die JMA in Tokio folgte diesem Schritt umgehend. Aufgrund der für die Entwicklung vorteilhaften Bedingungen intensivierte sich das System rasch und wurde am Nachmittag des 29. August zum Tropischen Sturm Fitow und bis zum Abend zu einem schweren tropischen Sturm hochgestuft. Der Name Fitow wurde von Mikronesien vorgeschlagen und ist der Name einer Blume. Die Intensivierung setzte sich fort, und in den Morgenstunden des 30. Augusts wurde Fitow zum Taifun erklärt. Nach dem Landfall in der Nähe von Tokio spät am 6. September stufte die JMA Fitow in der Frühe des 7. September zu einem schweren tropischen Sturm und im Laufe des Tages zu einem tropischen Sturm zurück, der sich am darauffolgenden Tag auflöste.
In Japan tötete Fitow sieben Personen und mindestens 50 weitere wurden durch die Starkwinde und Regenfälle verletzt. Mehr als 80.000 Haushalt waren von einem Stromausfall betroffen. Im Großraum Tokio fielen Züge aus und fast 200 Flüge nach Tokio wurden gestrichen. Entlang des Flusses Tama traten Sturzfluten auf, die an seinem Ufer lebende Obdachlose mit sich rissen.

### Schwerer tropischer Sturm Danas
In der Frühe des 3. August bildete sich nordwestlich von Wake ein Gebiet mit einer tropischen Störung und zog in zunächst nördlich und dann nordwestlicher Richtung. Das System organisierte sich besser und wurde am 6. September durch die JMA als tropisches Tiefdruckgebiet klassifiziert. Ein TCFA wurde am selben Tag ausgelöst. Das System setzte seinen nordwestwärts gerichteten Kurs in Richtung Japan fort und wurde in der Frühe des 7. September zum Tropischen Sturm Danas hochgestuft. Der Name Danas wurde durch die Philippinen eingereicht. Die Westwärtsbewegung des Sturmes ließ nach, und die Richtung des Sturmes drehte über Nord nach Nordosten. Am 9. September erreichte der Sturm die Stärke eines schweren tropischen Sturmes. Kühlere Wassertemperaturen ließen den Sturm am 11. September wieder schwächer werden und der Sturm degenerierte in ein Tiefdruckgebiet, das sich nicht mehr weiterentwickeln konnte.

### Taifun Nari (Falcon)
In einem Gebiet nordwestlich von Guam bildete sich am 10. September eine Wetterstörung, die in nordwestlicher Richtung zog und sich langsam besser organisierte. Die Japan Meteorological Agency begann am nächsten Tag mit der Überwachung des Systems und nachdem dieses mit der Organisierung und Intensivierung fortfuhr, gab das Joint Typhoon Warning Center am Nachmittag des 12. September einen Tropical Cyclone Formation Alert aus und nahm eine Stunde später die Ausgabe von Sturmwarnungen für das Tropische Tiefdruckgebiet 12W auf. Die JMA folgt diesem Schritt in der Frühe des 13. September; PAGASA taufte das System kurz darauf mit dem Namen Falcon. Das Tiefdruckgebiet verstärkte sich weiterhin und im Laufe des Vormittags setzte die JMA das System zum Tropischen Sturm Nari hoch. Der Name Nari wurde durch Südkorea übermittelt und bedeutet Lilie.
Am Nachmittag und Abend des 13. Septembers durchlief der Sturm eine rapide Intensivierung. Binnen 18 Stunden entwickelte sich Nari vom tropischen Tiefdruckgebiet zu einem Taifun. Die JMA hatte Nari am späten Nachmittag zu einem schweren tropischen Sturm hochgestuft und am späten Abend dann zum Taifun. Nari erreichte seinen Höhepunkt am 14. September und begann kurz darauf mit der Abschwächung. Nari wurde gleich nach dem Landfall als tropischer Sturm in Südkorea außertropisch. Mindestens 20 Personen wurden getötet oder sind infolge des Sturmes vermisst. Die Regenmengen erreichten auf der Insel Jeju-do den Rekordwert von 590 mm.

### Taifun Wipha (Goring)
Das 13. Tiefdruckgebiet der Saison, das vom JTWC beobachtet wurde, bildete sich aus einer Wetterstörung in der Frühe des 13. Septembers südöstlich von Naha auf Okinawa. Das Gebiet organisierte sich zunehmend besser und am späten Abend des 14. September wurde ein TCFA ausgelöst. Durch die JMA wurde das System am 15. September als tropisches Tiefdruckgebiet klassifiziert und das JTWC folgte diesem Schritt mit der Identifizierung des Tropischen Tiefdruckgebietes 13W. Da sich das Gebiet im Verantwortungsbereich von PAGASA befand, teilte diese dem Tief etwas später den Namen Goring zu. Am 16. September hatte der Sturm soviel an Stärke gewinnen, dass er als Tropischer Sturm Wipha eingestuft wurde. Der Name Wipha wurde durch Thailand eingereicht und ist ein weiblicher Vorname.
Am 17. September intensivierte sich der Sturm rapide zu einem Taifun und wurde durch das JTWC aufgrund weiterer Intensivierung in der Frühe des 18. September zu einem Supertaifun erklärt. In den frühen Stunden des 19. September (Ortszeit) fegte Wipha in der Nähe von Fuding an der Provinzgrenze zwischen Fujian und Zhejiang über die Küste des Festlandes der Volksrepublik China. Vor dem Landfall war der Taifun jedoch ein wenig schwächer geworden, äquivalent zur Kategorie 3 auf der Saffir-Simpson-Hurrikan-Windskala.
Ursprünglich drohte, dass Wipha direkt über Shanghai hinwegziehen würde, was den Taifun zum zerstörerischsten chinesischen Taifun der letzten zehn Jahre gemacht hätte, er neigte seine Richtung dann jedoch etwas weiter nach Süden, was einen direkten Treffer unwahrscheinlich machte. Trotzdem wurden in der Umgebung von Shanghai in den Provinzen Fujian und Zhejiang fast zwei Millionen Menschen evakuiert, davon alleine 1,5 Millionen Einwohner von Zhejiang und 291.000 Bewohner niedrig gelegener Gebiete. Die Xinhua News Agency bezeichnete die Evakuierungen in der Region als die umfangreichsten seit mehr als einem halben Jahrhundert.
Boote, Fähren und Schiffe wurden in die Häfen zurückbeordert, um dort vor dem Taifun Zuflucht zu suchen. Auf den beiden Flughäfen in Shanghai wurden mindestens zwanzig Flüge gestrichen und fünfzig verspätet durchgeführt. Der Taifun zwang die FIFA, vier Spiele der Fußball-Weltmeisterschaft der Frauen 2007 zu verschieben.
Die Fluten waren schwerwiegend. Im betroffenen Gebiet wurden mindestens 80 Straßenverbindungen überflutet. Ein Mann wurde getötet, als er in Kontakt mit Wasser geriet, dass durch eine herunterhängende Leitung elektrisch geladen war. Die Regenfälle brachten die Wasserstände an verschiedenen Flüssen und Stauseen in gefährdende Höhe. Insgesamt tötete Wipha neun Personen und verursachte Sachschäden von mehr als 880 Millionen US-Dollar.

### Tropischer Sturm Francisco
Eine Wetterstörung bildete sich am 19. September in einem Gebiet etwa 190 Seemeilen südöstlich von Hongkong. Es wurde am 23. September durch die JMA als tropisches Tiefdruckgebiet anerkannt. Neun Stunden später wurde das System sowohl durch die JMA als auch das JTWC zum Tropischen Sturm Francisco aufgestuft. Der Sturm wanderte nach Westen und am 24. September über Wenchang auf Hainan hinweg. Der Einfluss des Landes und Windscherungen verursachten die Abschwächung von Francisco zu einem tropischen Tiefdruckgebiet und die Warnungen wurden nicht fortgeführt. Der Name Francisco wurde von den Vereinigten Staaten vorgeschlagen und ist ein typischer Chamorro-Name.

### Schwerer tropischer Sturm Lekima (Hanna)
Eine Wetterstörung in der Nähe der Philippinen entwickelte sich schnell, und als erste stufte PAGASA am 27. September das System zum Tropischen Tiefdruckgebiet Hanna auf. Am nächsten Tag verstärkte sich das Tief zu einem tropischen Sturm. Kurz nach dem Landfall in der Mitte der Insel Luzón in der Frühe des 29. Septembers klassifizierte die JMA das System als Tropischen Sturm Lekima. Das System setzte seine Intensivierung weiterhin fort und wurde am 30. September zum Schweren Tropischen Sturm aufgewertet. Es behielt diese Stärke bis zum Landfall bei. Über Land löste Lekima sich am 5. Oktober auf.
Die heftigen Regenfälle, die Lekima mit sich führte, verursachten in Hingyon in der Provinz Ifugao auf Luzón einen Erdrutsch, der acht Personen tötete, ein weiterer kam in Quezon City um. Schwere Regenfälle mit Erdrutschen, Sturzfluten und Schäden an der Infrastruktur traten auch in anderen Provinzen auf. Im Süden Chinas wurden mehr als 100.000 Einwohner evakuiert, als sich der Sturm näherte und mehr als 20.000 Fischerboote wurden in die Häfen zurückgerufen.
Beim Landfall am 3. Oktober in Vietnam war Lekima ein schwerer tropischer Sturm. Hunderte von Häusern wurden zerstört und den Berichten nach töteten die Auswirkungen des Sturmes in Vietnam 42 Personen.

### Taifun Krosa (Ineng)
Ende September bildete sich östlich der Philippinen ein neues System, das in der Frühe des 1. Oktober von PAGASA zum Tropischen Tiefdruckgebiet Ineng erklärt wurde. Kurz darauf klassifizierten auch die JMA und das JTWC das System. Es wurde am 2. Oktober zum Tropischen Sturm Krosa aufgestuft. An diesem Tag intensivierte sich der Sturm rapide und zur Tagesmitte hat das JTWC den Sturm zum Taifun hochgestuft. Bei der Intensivierung entstand ein großes, deutliches Auge und das System begann, nach Westen zu ziehen. Die JMA erklärt das System am Morgen des 3. Oktobers zu einem Taifun. Die Intensivierung setzte sich fort zu einem Kategorie-4-Äquivalent am 4. Oktober. Als sich Krosa Taiwan näherte, stellte die JMA Windgeschwindigkeiten von bis zu 105 Knoten fest und das JTWC erklärte Krosa in der Frühe des 5. Oktobers zum Supertaifun. Es schwächte sich vor dem Landfall im Nordosten Taiwans am 6. Oktober leicht ab. Auf der Insel wurden mindestens 17 Personen durch die Auswirkungen des Taifuns getötet, der dann Kurs auf China nahm. Die Evakuierung von 730.000 Bewohnern der chinesischen Provinzen Zhejiang und Fujian wurde am Abend des 6. Oktobers angeordnet.

### Tropischer Sturm Haiyan
Ein nichttropisches Tiefdruckgebiet mit einem kühlen Kern bildete sich am 30. September direkt westlich der internationalen Datumsgrenze. Windböen im Zentrum des Tiefs erreichten am 5. Oktober Windstärke 10 auf der Beaufortskala. Das Tiefdrucksystem entwickelte nach und nach einen warmen Kern und wurde am 6. Oktober als Tropischer Sturm Haiyan klassifiziert. Durch die JMA war das System zuvor als tropisches Tiefdruckgebiet beobachtet worden. Es war kurzlebig und löste sich noch am selben Tag auf.

### Tropischer Sturm Podul
Am 6. Oktober wurde östlich von Japan ein tropisches Tiefdruckgebiet als Tropischer Sturm Podul klassifiziert. Das kurzlebige System jagte in nordöstlicher Richtung davon und löste sich in der Frühe des 7. Oktobers auf.

### Tropischer Sturm Lingling
Am 9. Oktober überquerte eine Störung aus dem mittleren Nordpazifik die Datumslinie und entwickelte sich am 11. Oktober im westlichen Nordpazifik zu einem tropischen Tiefdruckgebiet. Das System wurde in der Frühe des 12. Oktober durch die JMA als Tropischer Sturm Lingling und durch das JTWC als Tropischer Sturm 18W klassifiziert. Der Sturm war kurzlebig und löste sich am 15. Oktober auf, ohne Land gefährdet zu haben.

### Taifun Kajiki
In einem Gebiet auf dem offenen Ozean bildete sich in der Frühe des 17. Oktobers eine Wetterstörung, die nach Nordosten zog. Durch die JMA und das JTWC wurde sehr früh am 19. Oktober die Störung als tropischen Tiefdruckgebiet klassifiziert und sechs Stunden später zum Tropischen Sturm Kajiki aufgestuft. Die rapide Intensivierung setzte sich fort und der Sturm erreichte weitere sechs Stunden später bereits den Status eines schweren tropischen Sturms. Am Tag darauf wurde Kajiki zum Taifun. Der Sturm erreichte seinen Höhepunkt, als er Iwojima traf. Danach begann seine stetige Abschwächung. Am 22. Oktober hatte sich das System aufgelöst.

### Schwerer tropischer Sturm Faxai (Juaning)
Am 25. Oktober wurde eine Wetterstörung durch die JMA als tropisches Tiefdruckgebiet klassifiziert; in der Frühe des darauffolgenden Tages wies die JMA dem System, das nach Nordwesten wanderte, den Namen Tropischer Sturm Faxai zu. Das JTWC erfasste das System in der Frühe des 26. Oktobers als ein tropisches Tiefdruckgebiet, erklärte es jedoch zwölf Stunden später für außertropisch, ohne das es die Stärke eines tropischen Sturms erreichte. PAGASA klassifizierte das System als Tropischer Sturm Juaning, etwa zur selben Zeit, als das JTWC das System erfasste. Im Tagesverlauf des 26. Oktobers nahm das JTWC die Warnungen vor dem System wieder auf und führte es als tropischen Sturm. Zum Tagesbeginn des 27. Oktober erklärte die JMA Faxai zum schweren tropischen Sturm; an diesem Tag stellte das JTWC die Ausgabe von Sturmwarnungen erneut ein, weil Faxai die Umwandlung in ein außertropisches System vollendet hatte. Auch die JMA gab an diesem Tag die letzte Warnung aus.

### Taifun Peipah (Kabayan)
Am 2. November bildete sich östlich der Philippinen eine Wetterstörung, die am 3. November durch das JTWC als Tropisches Tiefdruckgebiet 21W und durch PAGASA als Tropisches Tiefdruckgebiet Kabayan klassifiziert wurde. Das System unterging einer rapiden Entwicklung und wurde noch am selben Tag durch die JMA zum Tropischen Sturm Peipah aufgestuft. Peipah ist der chinesische Name eines beliebten Zierfisches und wurde von Macau vorgeschlagen. Das System wurde früh am 4. November zu einem schweren tropischen Sturm. Später, noch am gleichen Tag stufte das JTWC das System als Taifun ein. Bis zum Landfall in Palanan, Provinz Isabela, strichen starke Winde über den Norden von Luzón, die Hausdächer abdeckten, Stromleitungen herunterrissen und viele Straßen unpassierbar machten. Nachdem der Sturm wieder auf das offene Meer der Philippinensee gelangte, stufte auch die JMA das System zu einem Taifun hoch. Der Trend einer Verstärkung war nur kurzlebig, weil die Behinderung der Ausströmung das System am 7. November abschwächte. Das System löste sich am 9. November auf, bevor es die Küste Vietnams erreichte.

### Tropischer Sturm Tapah
Am 6. November entwickelte sich nördlich von Chuuk eine Wetterstörung, die anfänglich nordwestwärts zog. Das System entwickelte sich langsam und in der Frühe des 10. Novembers begann die Japan Meteorological Agency, das System als tropisches Tiefdruckgebiet zu beobachten. In der Frühe des 11. Novembers wurden die ersten Warnungen ausgegeben und das Joint Typhoon Warning Center gab kurz darauf einen Tropical Cyclone Formation Alert aus. Im Laufe des Tages wies das JTWC dem System die Bezeichnung Tropisches Tiefdruckgebiet 22W zu. Die Entwicklung des nordwärts wandernden Systems begann sich zu beschleunigen und die JMA stufte das Tief am Morgen des 12. Novembers zum Tropischen Sturm Tapah auf und das JTWC folgt wenig später mit der Aufstufung zum Tropischen Sturm 22W. Im Laufe des Tages nahmen sowohl das JTWC als auch die JMA den Status von Tapah auf ein tropisches Tiefdruckgebiet zurück und gaben ihre letzten Warnungen aus, weil Tapah ein schlecht entwickeltes Zirkulationszentrum hatte und die Wandlung in ein außertropisches System begonnen hatte.
Der Name Tapah wurde von Malaysia vorgeschlagen und bezieht sich auf einen Süßwasserfisch.

### Taifun Hagibis (Lando)
Am 18. November gab das Joint Typhoon Warning Center einen TCFA aus, weil sich östlich der Philippinen eine tropische Störung bildete. Später an diesem Tag wurde die Störung durch das JTWC als Tropisches Tiefdruckgebiet 23W klassifiziert. PAGASA erklärte das System in der Frühe des 19. Novembers zum Tropischen Tiefdruckgebiet Lando und stufte es kurz darauf zu einem tropischen Sturm hoch. Am 21. November verstärkte sich der Sturm zu einem schweren tropischen Sturm, und am Nachmittag erklärte das JTWC das System zu einem Taifun. Die JMA vollzog diesen Schritt am Abend. Der Sturm taumelte dann vor der Küste Vietnams und begann am 22. November mit der Abschwächung. Am 24. November wendete sich das System aufgrund des Fujiwhara-Effekts durch Taifun Mina wieder nach Osten, zurück in das Südchinesische Meer und wieder auf die Philippinen zu. Nachdem das System erneut die Philippinen überquerte, schwächte sich Hagibis östlich der Inselgruppe am 28. November zu einem Tiefdruckgebiet ab und die JMA gab die letzte Sturmwarnung aus. Als außertropisches System überquerte Hagibis den nördlichen Pazifik in Richtung Osten und trug mit seiner Feuchtigkeit zum Großen Küstensturm 2007 bei.
Hagibis verursachte den Tod von neun Personen auf den Inselgruppen Visayas und Mindanao.
Der Name Hagibis war von den Philippinen vorgeschlagen worden und bedeutet „Schnelligkeit“.

### Taifun Mitag (Mina)
Am 20. November verstärkte sich östlich der Philippinen eine Wetterstörung und wurde durch die JMA als Tropischer Sturm Mitag klassifiziert. Der Sturm verstärkte sich am Morgen des 21. November deutlich und wurde zum schweren tropischen Sturm hochgestuft. Noch am gleichen Tag schließlich wurde Mitag als Taifun anerkannt.
Die philippinischen Behörden begannen am 23. November mit der Evakuierung von etwa 200.000 Personen aus der Bicol-Region, als sich Mitag der Küste näherte. Die Provinz Albay erklärte den Notstand.
Nachdem Mitag in der Philippinensee etwa für einen Tag stationär verblieben war, mit einer Intensität äquivalent zu einem Hurrikan der Kategorie 2, änderte er den Kurs und anstelle eines Treffers auf Catanduanes und der Region Bicol wurde nun der Landfall an der Grenze der Provinzen Aurora und Isabela vorausgesagt. Allerdings verkündete PAGASA, dass die Möglichkeit eines neuerlichen Abdrehens bestand. Der Sturm wendete sich dann unter Einfluss des durch von Taifun Hagibis ausgelösten Fujiwhara-Effekt tatsächlich nordwestwärts auf den Norden Luzóns zu. Nach dem Landfall am späten Abend des 25. Novembers zog Mitag über die Insel und wurde zu einem schweren tropischen Sturm zurückgestuft, bis er am 26. November wieder über offenes Wasser gelangte. Bevor der Sturm Taiwan erreichte, drehte er wieder nach Osten und wurde am 27. November außertropisch. Das System überquerte den Nordpazifik in Richtung Osten und trug wie Hagibis mit starken Regenfällen zum Großen Küstensturm 2007 bei.
PAGASA vergab für Taifun Mitag den Namen Mina. Infolge der Auswirkungen durch den Taifun wurden auf den Philippinen insgesamt zehn Personen getötet.

## Andere Stürme
Die folgenden Systeme wurden nicht von der JMA mit einem Namen versehen, sind aber teilweise von ihr als tropische Tiefdruckgebiete beobachtet worden. Sie wurden jedoch durch die Wetterbeobachtungsbehörden auf den Philippinen (PAGASA), in China (CMA), Thailand (TMD) und/oder durch das JTWC als tropische Wirbelstürme bezeichnet.

### Tropisches Tiefdruckgebiet TD2 (TMD)
Am 26. April bildete sich östlich der Malaiischen Halbinsel eine Wetterstörung. Am 1. Mai klassifizierte das Thai Meteorological Department (TMD) diese Tiefdruckzelle im Golf von Thailand als ein tropisches Tiefdruckgebiet mit der Bezeichnung TD2. Nach dem Landfall zehn Stunden später in der Amphoe Pathiu, Provinz Chumphon überquerte das Tief den Isthmus von Kra und gelangte in die Andamanensee.
Das TMD warnte die Einwohner der betroffenen Region Thailands vor heftigen Regenfällen und möglichen Überflutungen in den westlichen Provinzen während des Durchzuges des Tiefes. In der Provinz Ratchaburi bereiteten sich am 3. Mai Zivilschutzeinheiten auf die Evakuierung von Siedlungen in dem bergigen Gelände vor. Am nächsten Tag wurde die Provinz Prachuap Khiri Khan zum Katastrophengebiet erklärt, weil tiefer liegende Gebiete bis zu einem Meter hoch überflutet waren, wie etwa in der Provinzhauptstadt Prachuap Khiri Khan ein Gefängnis. Die Häftlinge mussten deswegen nach Ratchaburi evakuiert werden. Ein Großteil der Eisenbahnlinien wurde überschwemmt, aber die Zugverbindungen waren nicht unterbrochen. In der Provinz Surat Thani brachten Schlammlawinen den Verkehr zum Erliegen und auch in anderen Provinzen wurden Warnungen vor Erdrutschen ausgelöst.
Von den anderen meteorologischen Anstalten wurde dieses System nicht als tropisches Tiefdruckgebiet eingestuft, während es sich im Golf von Thailand befand. Es wurde allerdings durch das Joint Typhoon Warning Center beobachtet.

### JTWC Tropischer Sturm 06W
Im Südchinesischen Meer bildete sich am 31. Juli eine Wetterstörung, die sich trotz starker Windscherung in dem Gebiet stufenweise intensivierte und besser organisierte, da sie fast stationär war. Das Joint Typhoon Warning Center gab am 2. August einen Tropical Cyclone Formation Alert auf das System aus und klassifizierte das System kurz darauf als Tropisches Tiefdruckgebiet 06W und die JMA wies zum selben Zeitpunkt der Störung ebenfalls den Status eines tropischen Tiefs zu. Trotz starker Windscherung in dem Bereich intensivierte das System langsam, als es an der Küste Vietnams entlangwanderte. Das JTWC stufte es in der Frühe des 4. August zu einem tropischen Sturm hoch. Später jedoch erfolgte die Rückstufung des Systems zu einem tropischen Tiefdruckgebiet, weil es den größten Teil seiner Konvektion eingebüßt hatte.
In Vietnam wurden durch ausgedehnte Fluten mindestens 65 Personen getötet. Nach Angaben der Regierung wurden 55.000 Häuser zerstört, wodurch 274.000 Menschen ihr Obdach verloren. Das folgende Hochwasser überschwemmte zudem 100.000ha Agrarland. Auf Hainan wurde während des Durchzuges des tropischen Sturms eine Regenmenge von 231,6 mm gemessen.

### JTWC Tropisches Tiefdruckgebiet 14W
Ein Gebiet mit einer Wetterstörung bildete sich in der Früh des 19. September 460 Seemeilen westlich von Guam und wurde durch die JMA im Laufe des Tages als Tropisches Tiefdruckgebiet 14W klassifiziert. Am 20. September begann das JTWC, Wetterwarnungen herauszugeben. Trotz der ursprünglichen Annahmen, das System könne zu einem tropischen Sturm werden, löste es sich am 21. September auf, weil es mit starken vertikalen Windscherungen konfrontiert wurde.

### JTWC Tropisches Tiefdruckgebiet 25W
Am 26. November wurde durch das JTWC eine Wetterstörung östlich der Philippinen zum Tropischen Tiefdruckgebiet 25W erklärt. Es wurde am 27. November außertropisch, ohne zuvor von der JMA klassifiziert gewesen zu sein. Das System vereinigte sich später – wie auch das nachfolgende System 26W – mit den Überbleibseln von Hagibis und Mitag zu dem Sturmkomplex, der am 2. und 3. Dezember 2008 im Pazifischen Nordwesten der Vereinigten Staaten für schwere Niederschläge und Überflutungen verursachte.

### JTWC Tropisches Tiefdruckgebiet 26W
Am 28. November wurde westlich von Iwojima eine Wetterstörung durch das JTWC zum Tropischen Tiefdruckgebiet 26W erklärt. Im Laufe des Tages wurde das System außertropisch, ohne von der JMA klassifiziert gewesen zu sein. Wie auch das zwei Tage zuvor vom JTWC beobachtete System 25W ging auch dieses Tiefdruckgebiet in den Sturmkomplex ein.

## Sturmnamen
Die tropischen Zyklone des westlichen Nordpazifiks werden durch das RSMC Tokyo-Typhoon Center der Japan Meteorological Agency benannt. Im Gegensatz zu anderen Becken, wo die Stürme anhand von Listen auf jährlicher Basis benannt werden, erfolgt die Namensvergabe in diesem Becken aufgrund der folgenden umlaufenden Liste. Diese Namen wurden durch die 13 Mitglieder des ESCAP/WMO Typhoon Committees zusammengestellt, mit Ausnahme Singapurs. Diese 13 Staaten haben je zehn Namen beigetragen, die in der alphabetischen Reihenfolge der englischen Schreibweise der Staatennamen geordnet werden. Namen, die mit einem Asterisk versehen sind, wurden von der World Meteorological Organization aufgrund ihrer Auswirkungen während der pazifischen Taifunsaison 2006 von der Liste gestrichen. Ansonsten ist diese Liste identisch zu der des Jahres 2006, mit Ausnahme der Namen Pakhar, Doksuri und Haikui, die Matsa, Nabi und Longwang ersetzt hatten. Der erste Sturm der Saison erhielt den Namen Kong-rey, der letzte war Hagibis. Es ist das erste Mal, dass der Name Wipha verwendet wurde; die Schreibweise war von Vipa des Jahres 2002 korrigiert worden. Die folgenden Namen wurden für benannte Stürme benutzt:
Kong-rey, Yutu, Toraji, Man-yi, Usagi, Pabuk, Wutip, Sepat, Fitow, Danas, Nari, Wipha, Francisco, Lekima, Krosa, Haiyan, Podul, Lingling, Kajiki, Faxai, Peipah, Tapah, Hagibis, Mitag

### Philippinen
Durch die Philippine Atmospheric, Geophysical and Astronomical Services Administration (PAGASA) wird ein eigenes Schema zur Benennung von tropischen Wirbelstürmen verwendet. Diese Listen werden alle vier Jahre wiederverwendet. PAGASA vergibt eigene Namen für alle Systeme, die in das philippinische Beobachtungsgebiet wandern oder sich dort bilden. Die folgenden Namen wurden für benannte Stürme benutzt:
Amang, Bebeng, Chedeng, Dodong, Egay, Falcon, Goring, Hanna, Ineng, Juaning, Kabayan, Lando, Mina